# 水原かのん
水原 かのん（みずはら かのん、1987年9月19日 - ）は、日本のAV女優。
ワンズファクトリー専属。

## 略歴
- 2008年5月29日 - 『my room 水原かのん』によりイメージビデオデビュー。
- 2008年7月1日 - 『私、男優さんのセックスに興味があってAVに出演しちゃいました』によりAVデビュー。

## 作品

### アダルトビデオ
- 私、男優さんのセックスに興味があってAVに出演しちゃいました（2008年7月1日 DVD[1]、ワンズファクトリー）
- 密室スイートルーム （2008年8月1日 DVD[2]、ワンズファクトリー）

### イメージビデオ
- my room 水原かのん（2008年5月29日 DVD[3]、オルスタックピクチャーズ）

## 出演

### ネット配信
- お姉さん★セクシーCLUB（Escorts Club） 水原かのん（2008年5月20日[4]）

## 書籍

### 雑誌
- 本当にデカップ 2008年5月号（2008年4月7日、メディア・クライス[5]）携帯のDeCup あのあるる、相澤このみ、水原かのん
- 週刊プレイボーイ（2008年7月14日、集英社）どこよりも早い!2008下半期デビューの新オナペット12名を大公開 06 水原かのん